# Rieder (Weiler-Simmerberg)
Rieder (westallgäuerisch: Riədər) ist ein Gemeindeteil des Markts Weiler-Simmerberg im  bayerisch-schwäbischen Landkreis Lindau (Bodensee).

## Geographie
Der Weiler liegt circa 1,3 Kilometer südöstlich des Hauptorts Weiler im Allgäu und zählt zur Region Westallgäu. Westlich von Rieder verläuft die Queralpenstraße B308. Rund einen Kilometer nordöstlich befindet sich Simmerberg, südöstlich der Oberberg.

## Ortsname
Der Ortsname bezieht sich auf einen Familiennamen und bedeutet (Siedlung des) Rieder. Eine andere Theorie sieht den Plural des Rodungsnamens Ried.

## Geschichte
Rieder wurde erstmals urkundlich im Jahr 1783 erwähnt. Bereits 1772 [sic] soll die Vereinödung Rieders stattgefunden haben. 1818 wurden sechs Wohngebäude im Ort gezählt. Im Jahr 1932 wurde die Antoniuskapelle anstelle ihrer Vorgängerin aus dem 17. Jahrhundert neu erbaut.

## Baudenkmäler
Siehe: Liste der Baudenkmäler in Rieder